# Evessen
Evessen település Németországban, azon belül Alsó-Szászország tartományban. Lakosainak száma 1253 fő (2023. december 31.). Evessen Sickte községgel határos.

## Népesség
A település népességének változása:
| Lakosok száma | 1292 | 1285 | 1273 | 1267 | 1256 | 1267 | 1253 |
|               | 2015 | 2016 | 2017 | 2019 | 2021 | 2022 | 2023 |